# Křesťanské motivy ve výtvarném umění

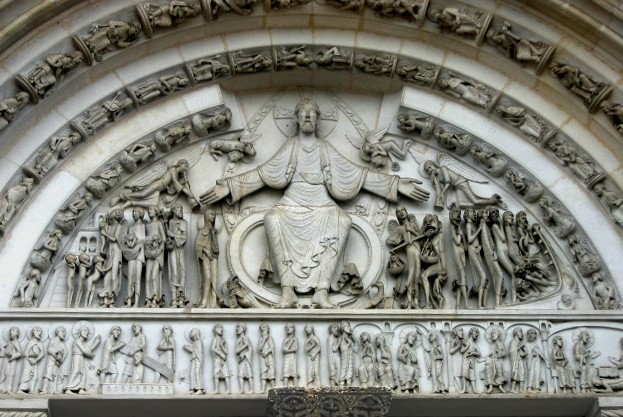
Románský tympanon z kostela ve Vézelay

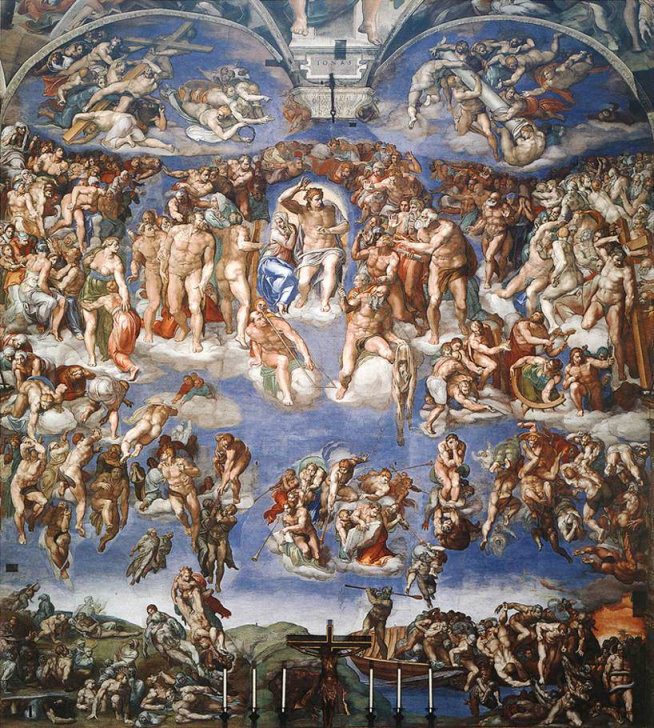
Michelangelův Poslední soud

Křesťanské motivy patřily v určitých fázích vývoje výtvarného umění k nejdůležitějším motivům – zvláště v raně křesťanském a středověkém období. Silně ustoupily v období renesance, aby se zase silně projevily v období protireformace a baroka.
Pozn.: Konkrétní údaje v textu vycházejí ze Slovniku pojmů z dějin umění.

## Hlavní druhy výtvarného umění

### Architektura
Typickým využitím křesťanských motivů bylo ztvárnění tympanonů románských a gotických portálů.

### Sochařství
V sochařství je vhodné rozlišovat sochy volně umístěné v krajině či intravilánu obcí a sochy umístěné v budovách nebo na jejich průčelí. V českých zemích je od baroka zdaleka nejčastějším motivem volné sochy sv. Jan Nepomucký (téměř 1300 soch je chráněno jako kulturní památka), časté jsou dále motivy Ukřižování (Krucifix nebo Kalvárie), sochy Panny Marie (často na sloupu) a Nejsvětější trojice. V řadě měst byly vztyčovány složitější mariánské sloupy, později jako poděkování za záchranu před morem sloupy morové.

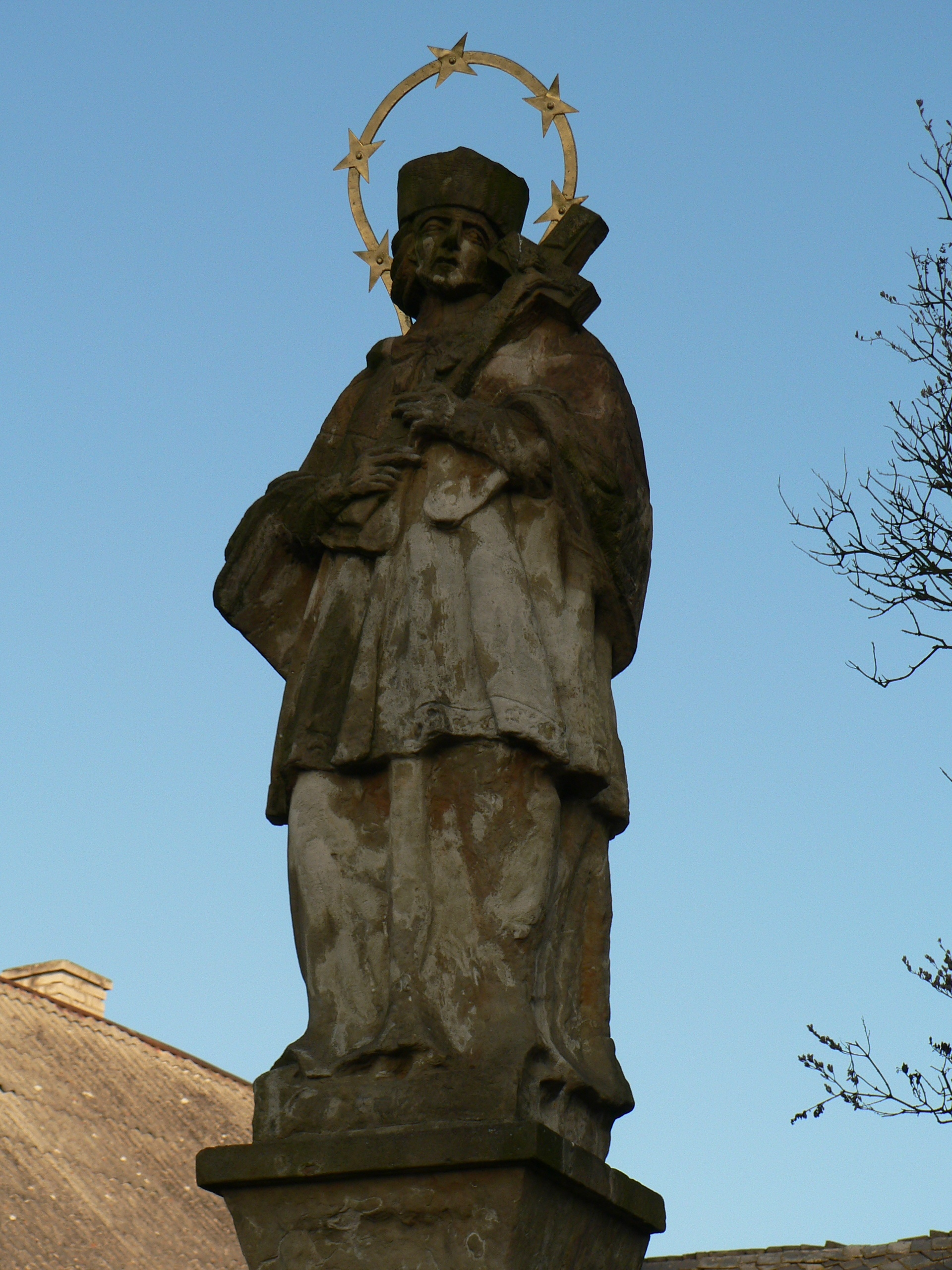
Socha svatého Jana Nepomuckého
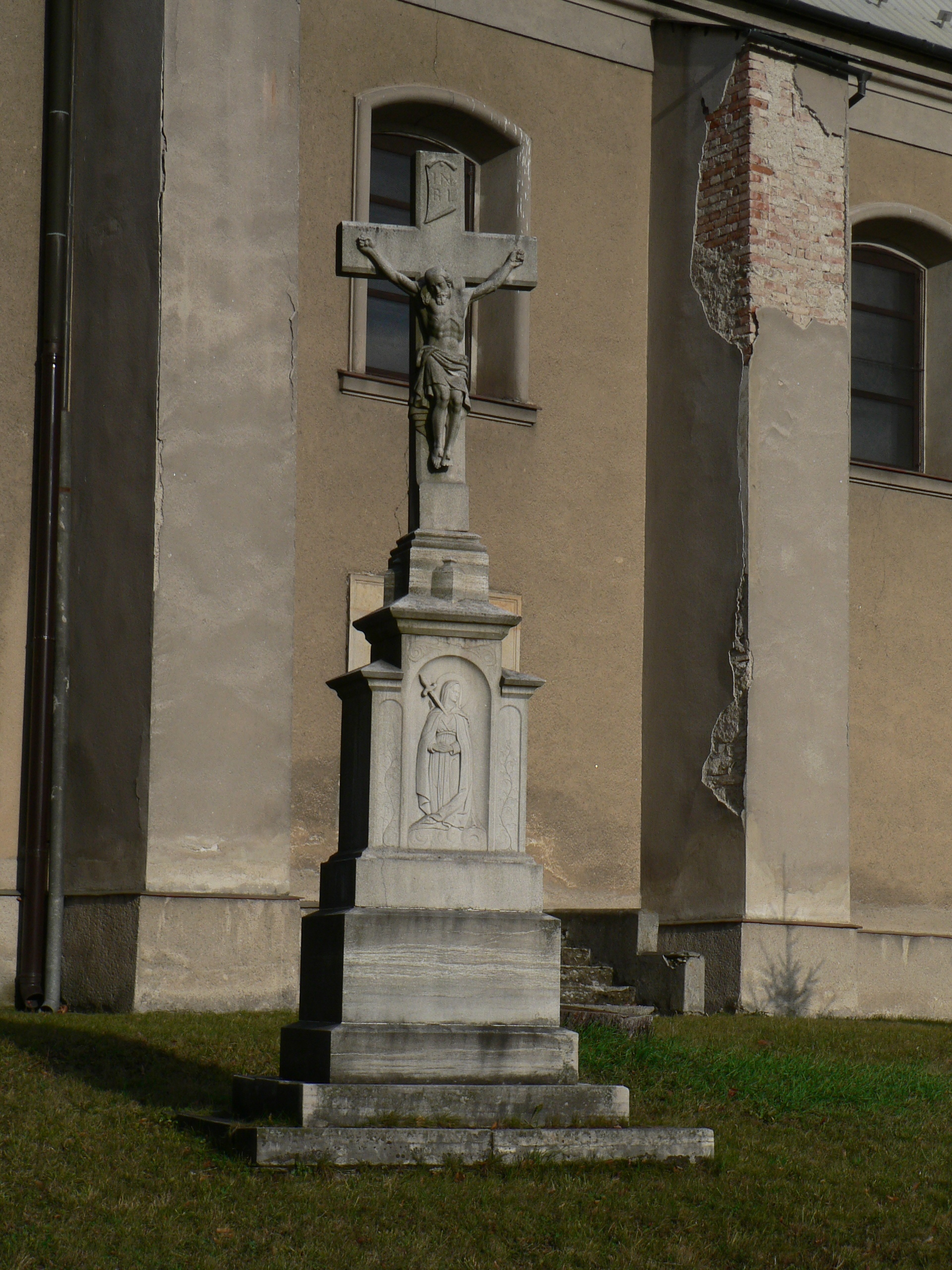
Krucifix
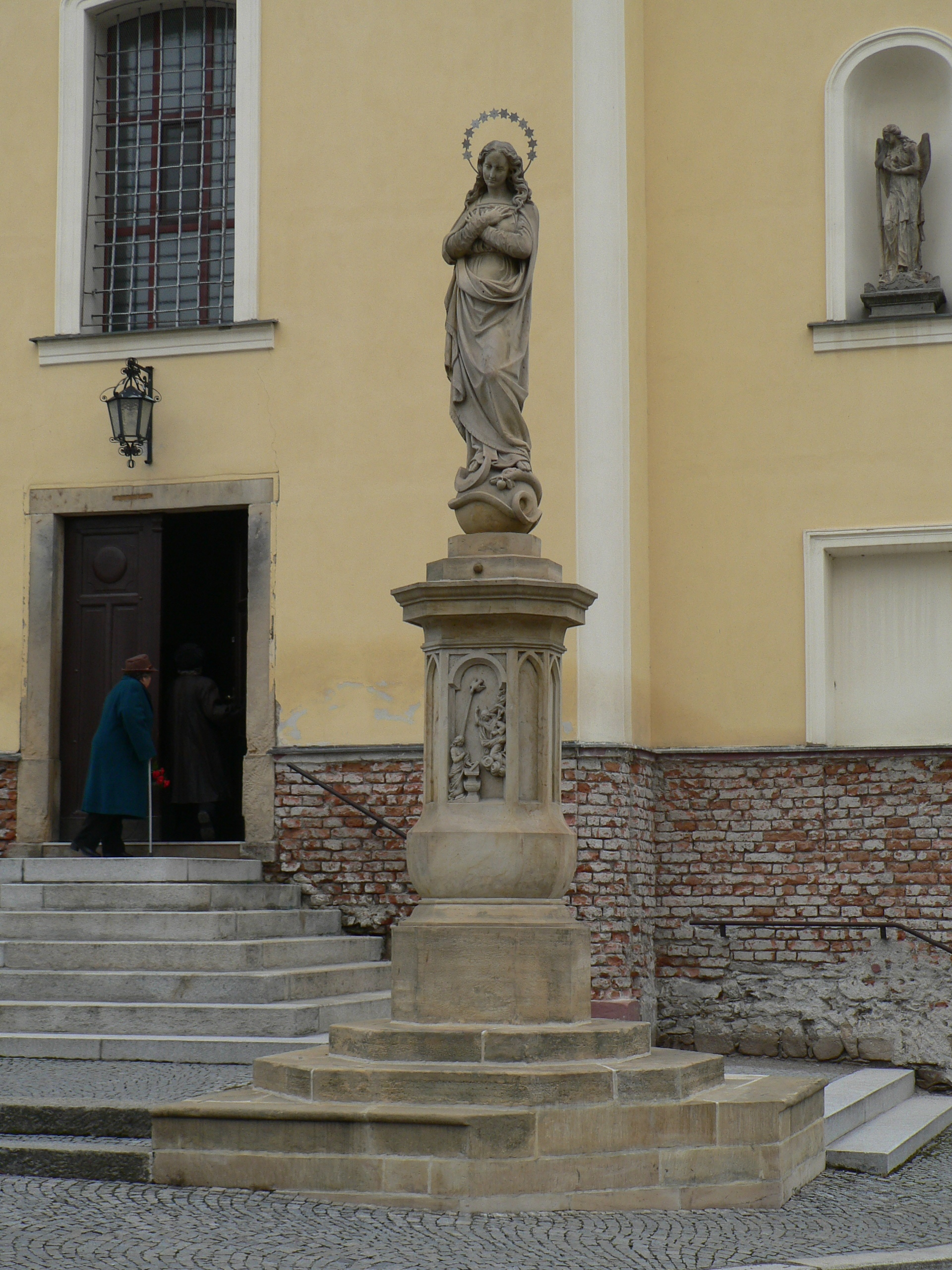
Socha Panny Marie
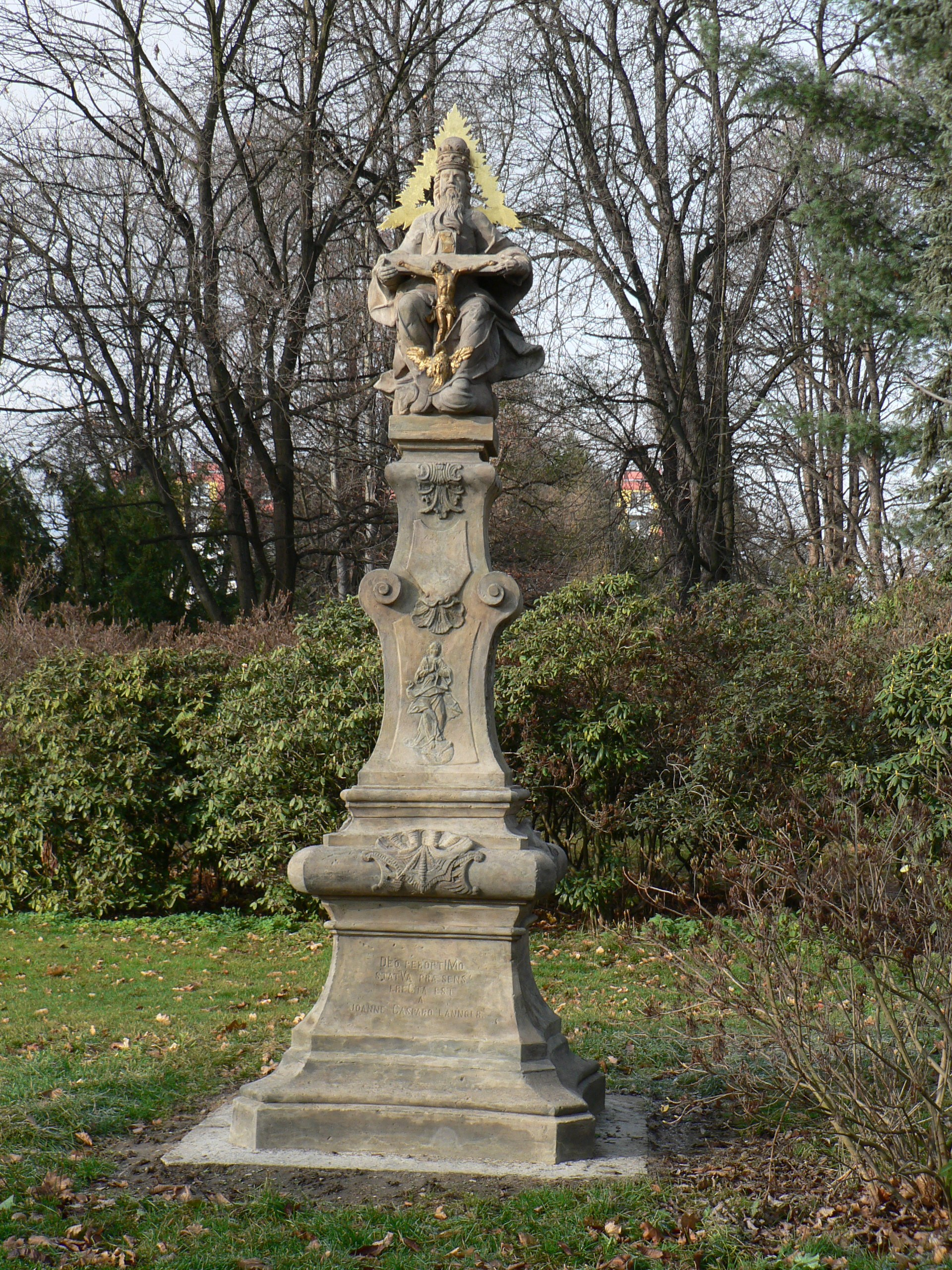
Sousoší Nejsvětější trojice
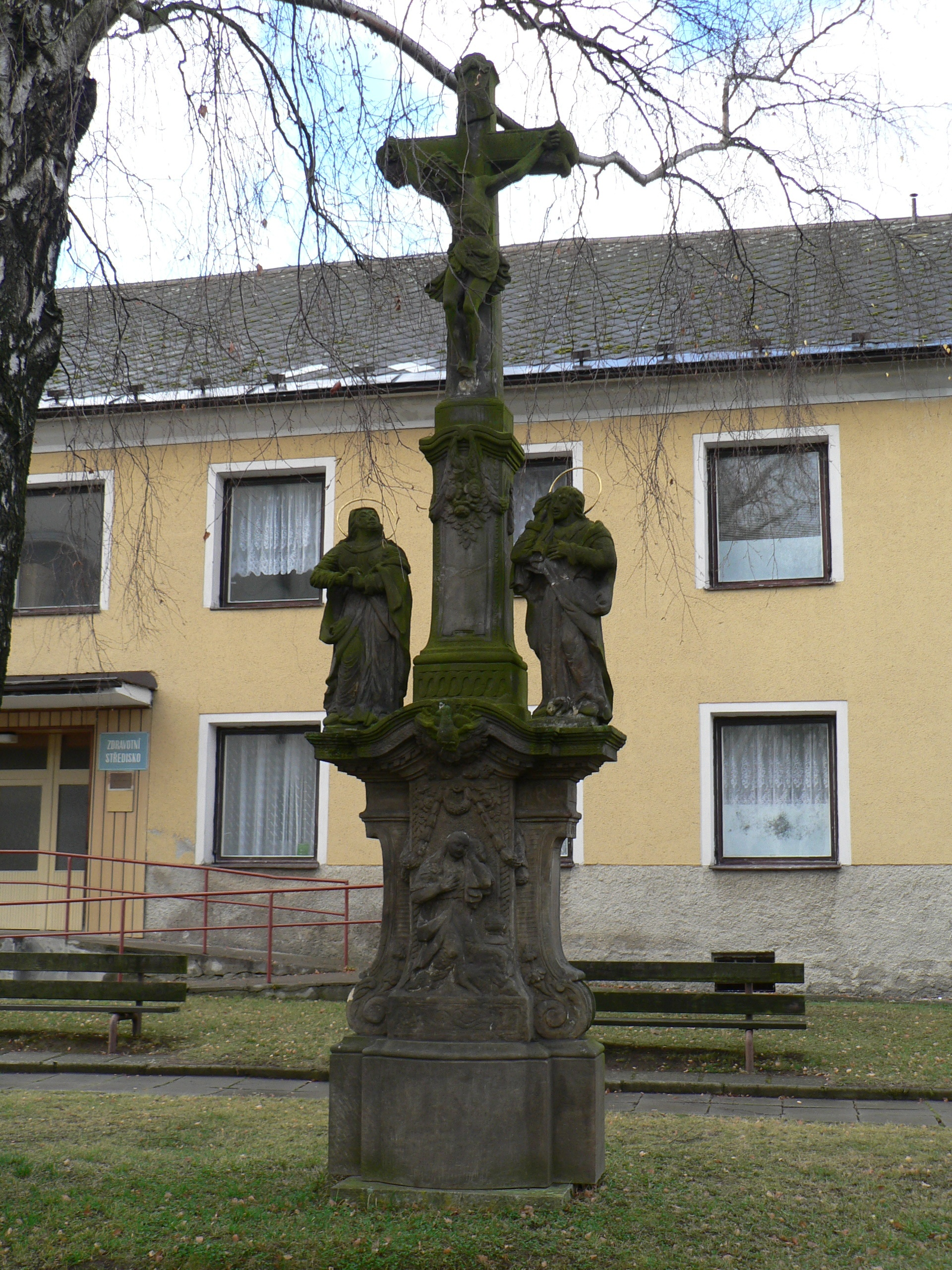
Sousoší Kalvárie

### Malířství

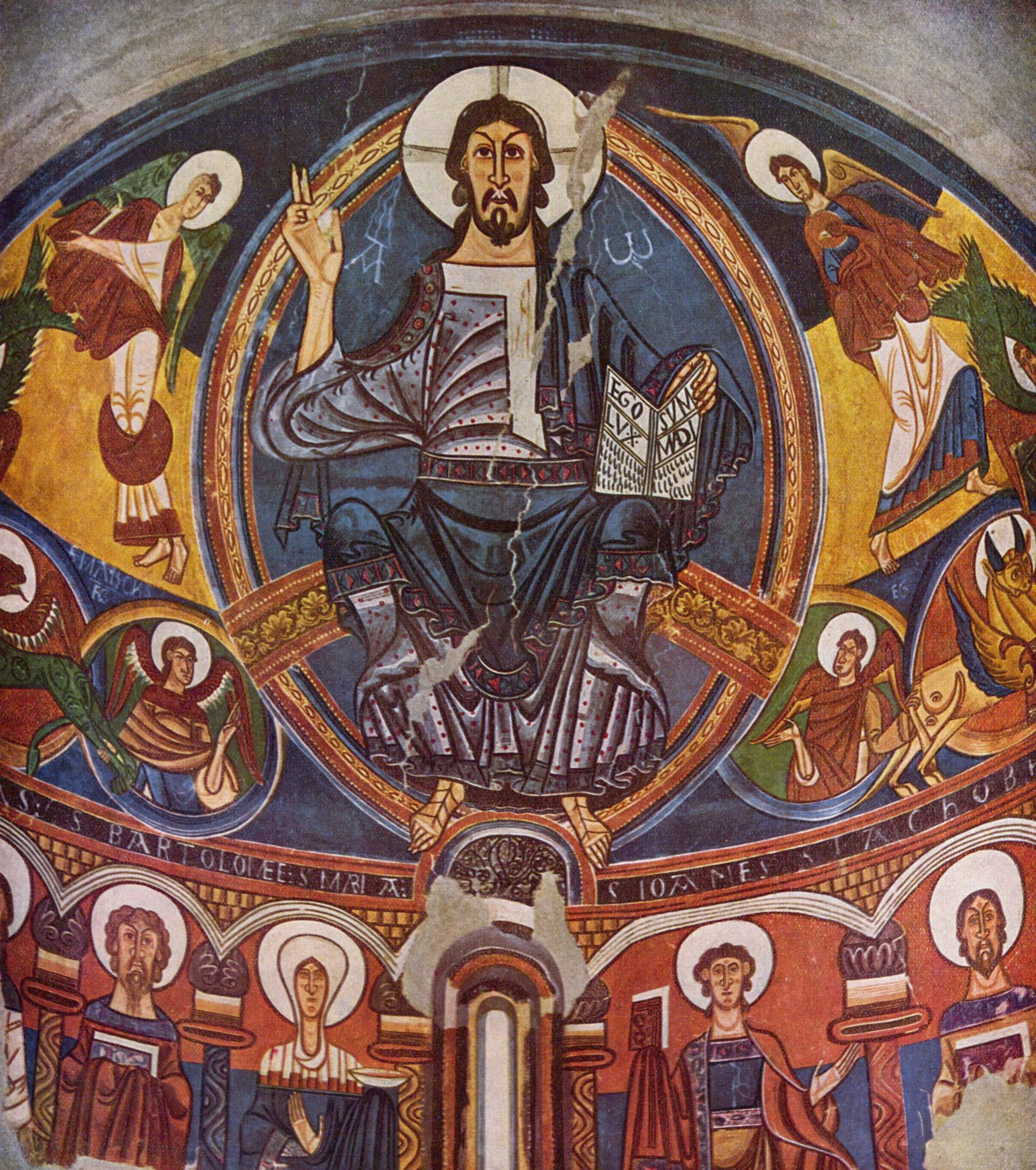
Kristus Vševládce na fresce v Tahullu

Od počátku křesťanství pokrývá stěny chrámů výzdoba v podobě mozaiky nebo fresky, zpočátku s dominujícím Trůnícím Kristem ve výjevu Posledního soudu, později často skládající cyklus výjevů ze života patrona daného kostela. Časem se objevují samostatné deskové obrazy, jednak skládající více či méně složité oltáře (časté jsou diptychy a triptychy), jednak volně rozmístěné v interiéru kostelů; oblibu získal zvláště cyklus výjevů Křížové cesty.

## Starozákonní motivy

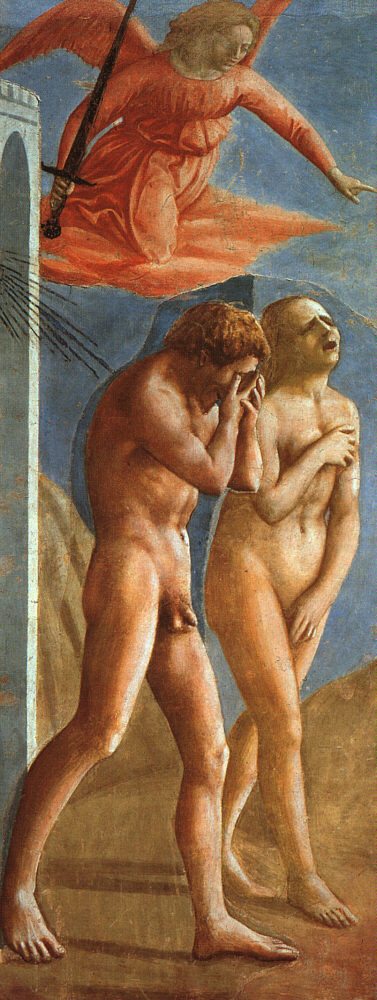
Vyhnání z ráje (Masaccio)

- Adam a Eva – obvyklým námětem je Prvotní hřích a Vyhnání z ráje; Adam s Evou stojí často po stranách stromu, kolem nějž se ovíjí had s jablkem v tlamě, jindy jsou vyháněni z bran Ráje rukou ukazující z mraků.
- Babylonská věž a zmatení jazyků – známý je zvláště obraz Pietra Brueghela staršího
- Obětování Izáka Abrahámem
- Jákobův zápas s andělem, případně Jákobův žebřík
- Daniel v jámě lvové
- Mojžíš – různé výjevy
- David a Goliáš, proslulá je Michelangelova socha Davida

## Novozákonní motivy

### Nejsvětější trojice
Často ztvárňovaná na barokních sloupech, kde Bůh Otec drží kříž s Kristem a výjev doplňuje holubice jako ztvárnění Ducha svatého. Obvyklým alegorickým zobrazením je rovněž Boží oko, oko v trojúhelníku s paprsky.

### Kristova ikonografie

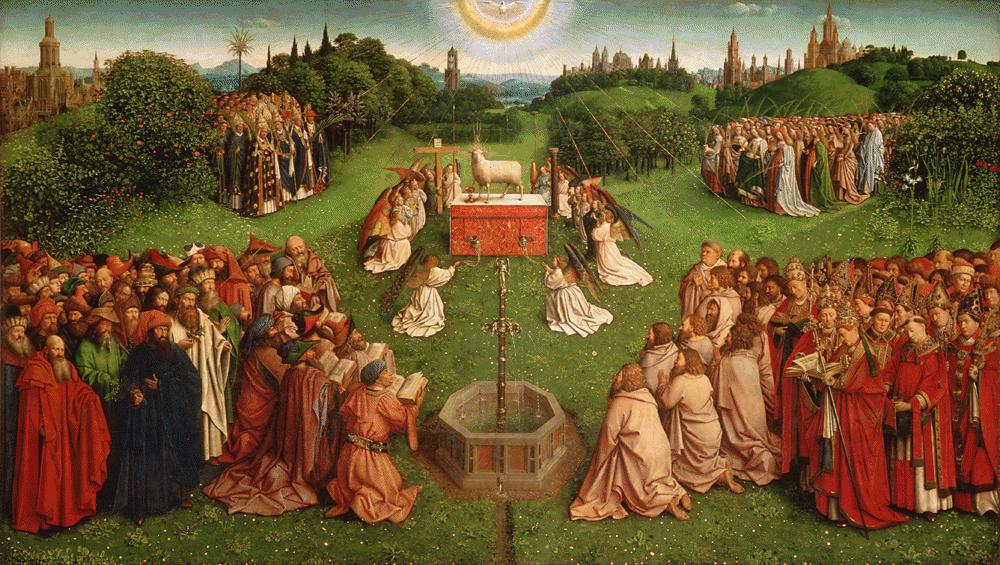
Klanění Beránkovi, Jan van Eyck

- alegorické ztvárnění Krista – typické v počátcích křesťanství, někdy i později. Obvykle bylo ztvárnění Krista jako Dobrého pastýře nebo Beránka božího (Agnus Dei). Proslulý je z tohoto cyklu van Eyckův gentský oltář s centrálním obrazem Klanění beránkovi
- Narození Krista, Klanění pastýřů, Klanění Tří králů – v pozdější době pak široce rozvíjeno ve formě betlémů
- Obětování Páně – 40 dní po narození podle starých rituálů, spojeno s obřadem Očišťování Panny Marie
- Svatá rodina – zobrazení malého Krista s Pannou Marií a sv. Josefem
- Odpočinek na útěku do Egypta – časté téma v malířství, související s předchozím a spojené s Vražděním neviňátek

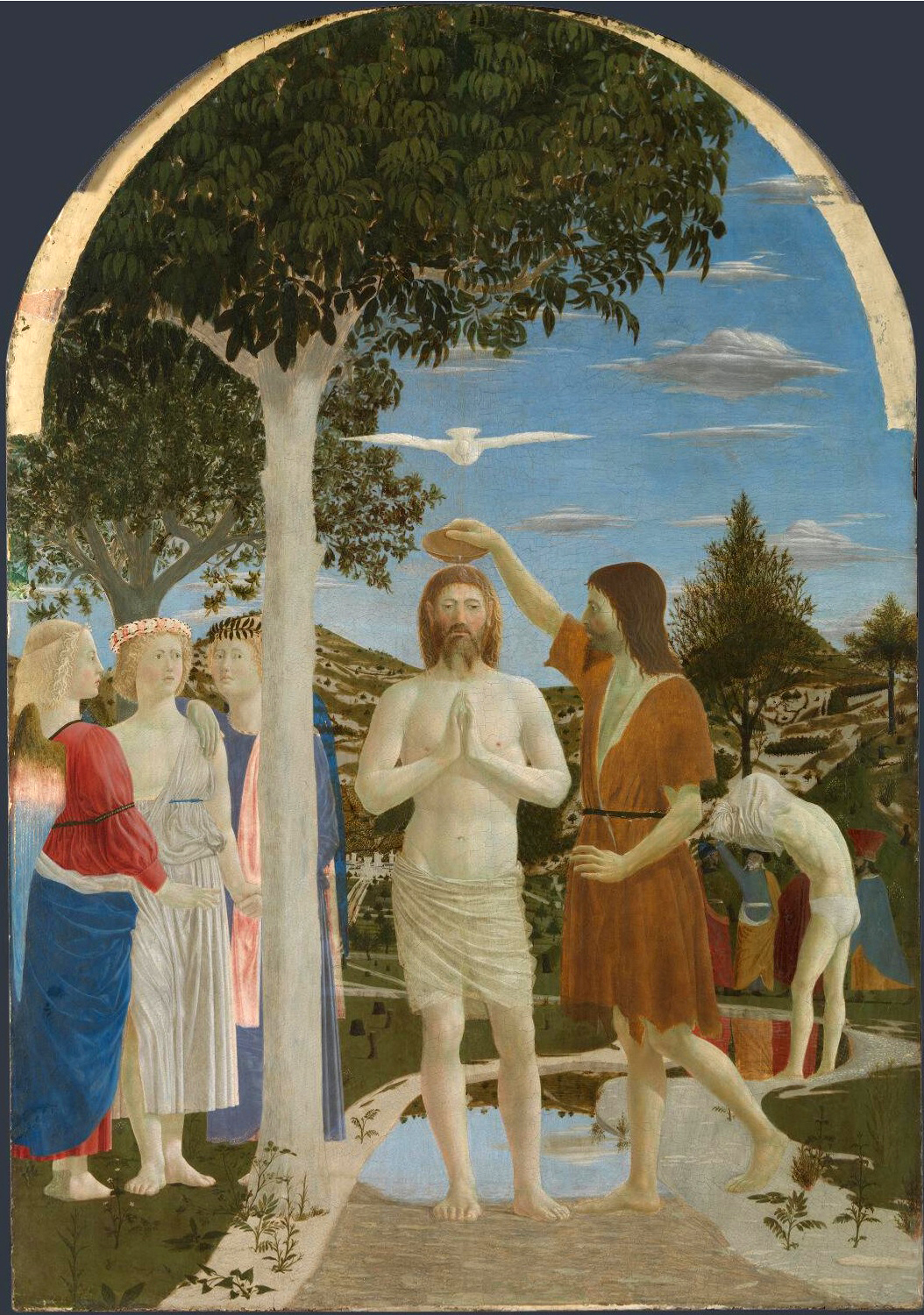
Kristův křest, Pierro della Francesco

- Kristův křest – obvykle Kristus stojí ve vodě a je křtěn sv. Janem Křtitelem, přítomna je holubice jako zastoupení Ducha svatého
- Kristovy zázraky – zobrazováno je zejména Vzkříšení Lazara, Rozmnožení chleba, Cesta po hladině jezera, Svatba v Káni, Proměnění Páně na hoře Tábor
- Vjezd do Jeruzaléma
- Poslední večeře – motiv proslavený zvláště monumentální freskou Leonarda da Vinciho
- Olivetská hora (také Getsemanská zahrada) – velmi častá v sochařství, zastoupená v mnoha českých kostelích; Kristus klečí a modlí se, za ním spí jeho učedníci (apoštolové)
- pašijové výjevy zahrnují scény Kristova mučení a smrti, od 15. století soustředěné do cyklu Křížové cesty (původně 7, později 14 zastavení)
- Ecce Homo (zbičovaný Kristus)

- Nesení kříže

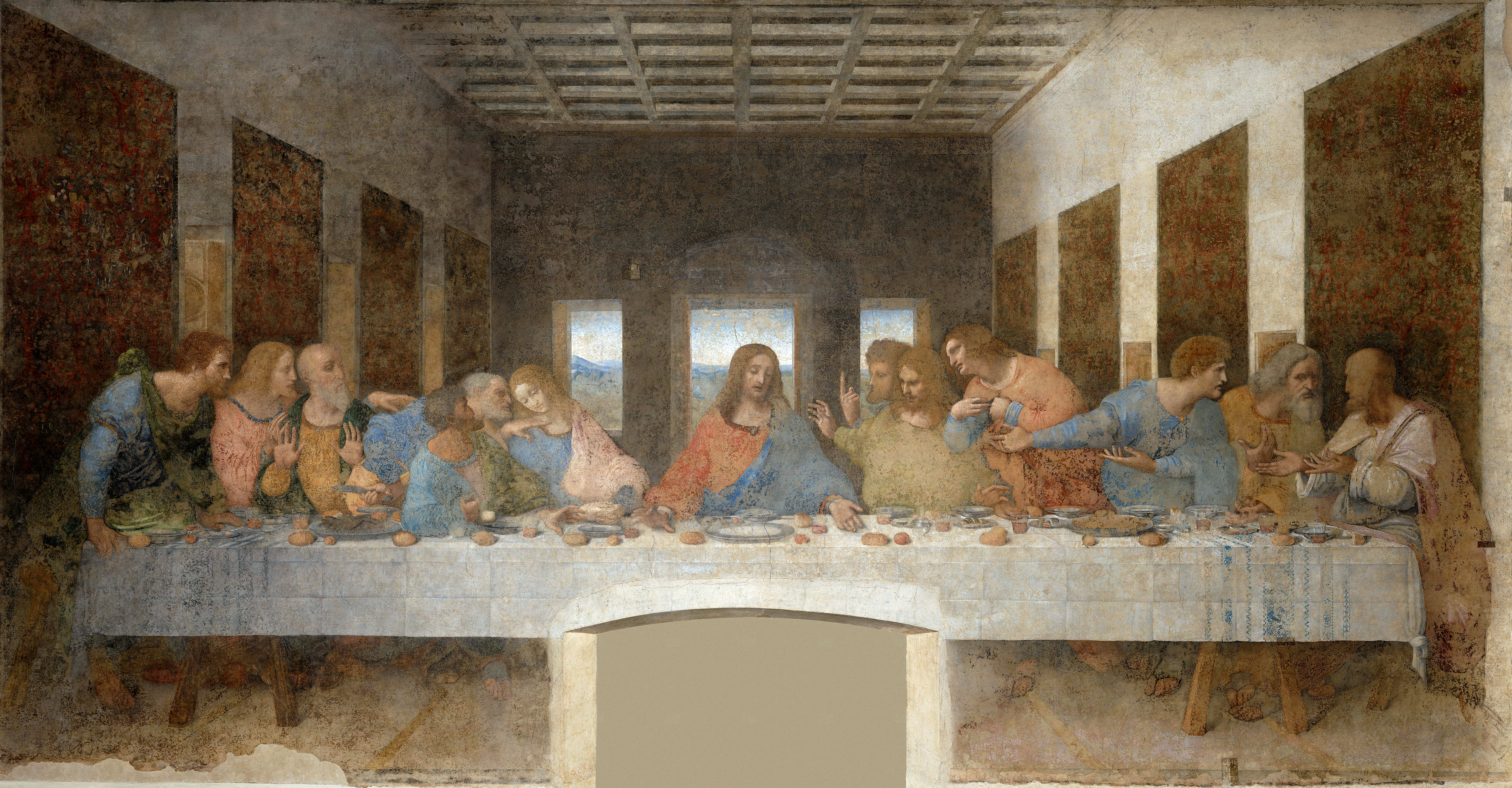
Poslední večeře, Leonardo da Vinci

- Ukřižování (krucifix), jeden z nejrozšířenějších motivů, ve výtvarném umění často doprovázený motivy Arma Christi ("nástrojů umučení").
  - Kalvárie – rozšíření tohoto motivu o postavy Panny Marie a sv. Jana Evangelisty (nebo sv. Jana Křtitele)
- Snímání z kříže, oplakávání (lamentace) a Kladení do hrobu
- Zmrtvýchvstání a Nanebevstoupení
- Předání klíčů Petrovi – symbolizuje založení křesťanské církve
- mystická zobrazení – častá zejména v baroku, zachycují Krista s různými světci
- Srdce Kristovo – zobrazení krvácejícího srdce v trnové koruně

### Mariánská ikonografie
Kult Panny Marie se velmi rozšířil po koncilu v Efezu (431), kde byla oficiálně prohlášena Matkou boží.

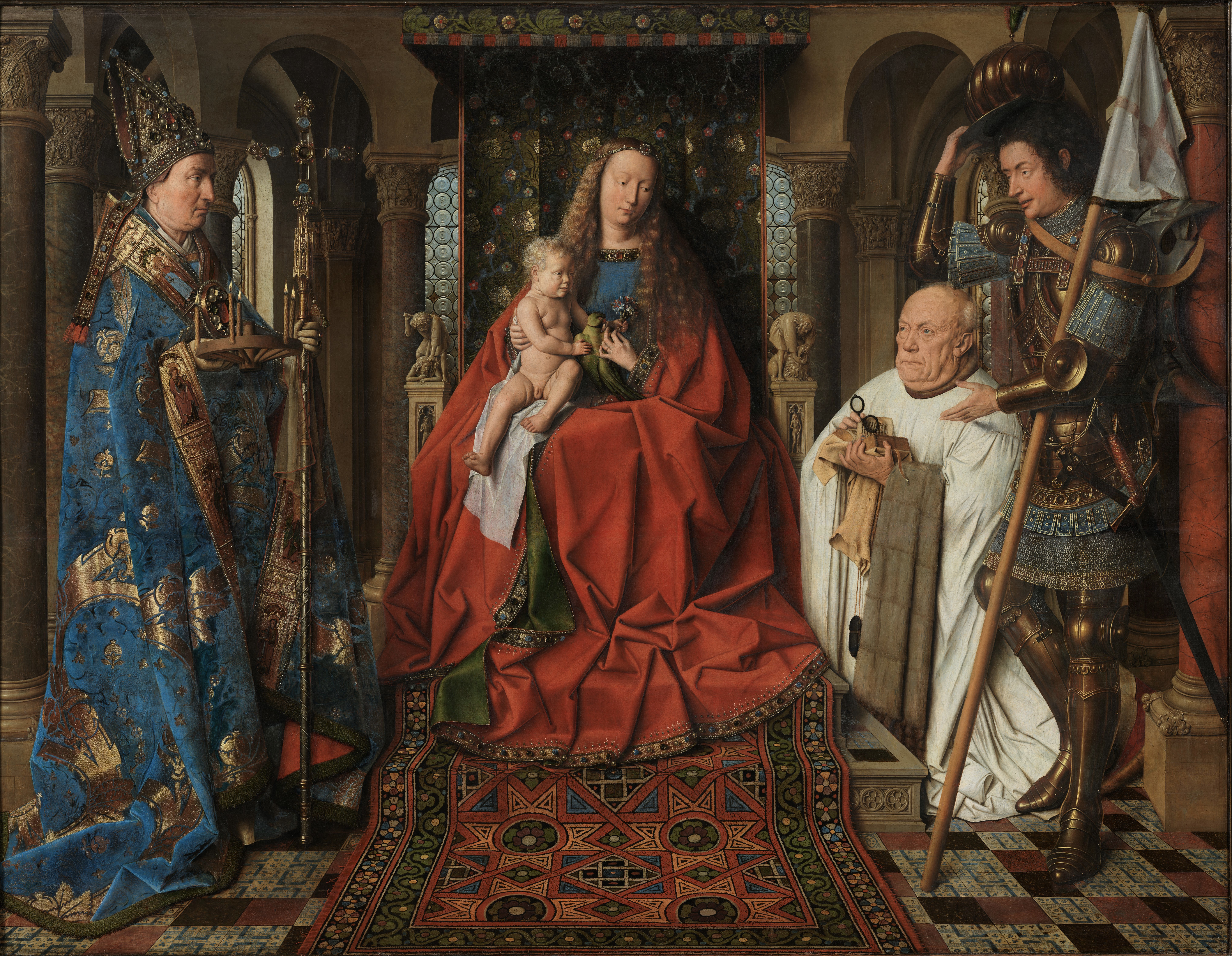
Madona, Jan van Eyck

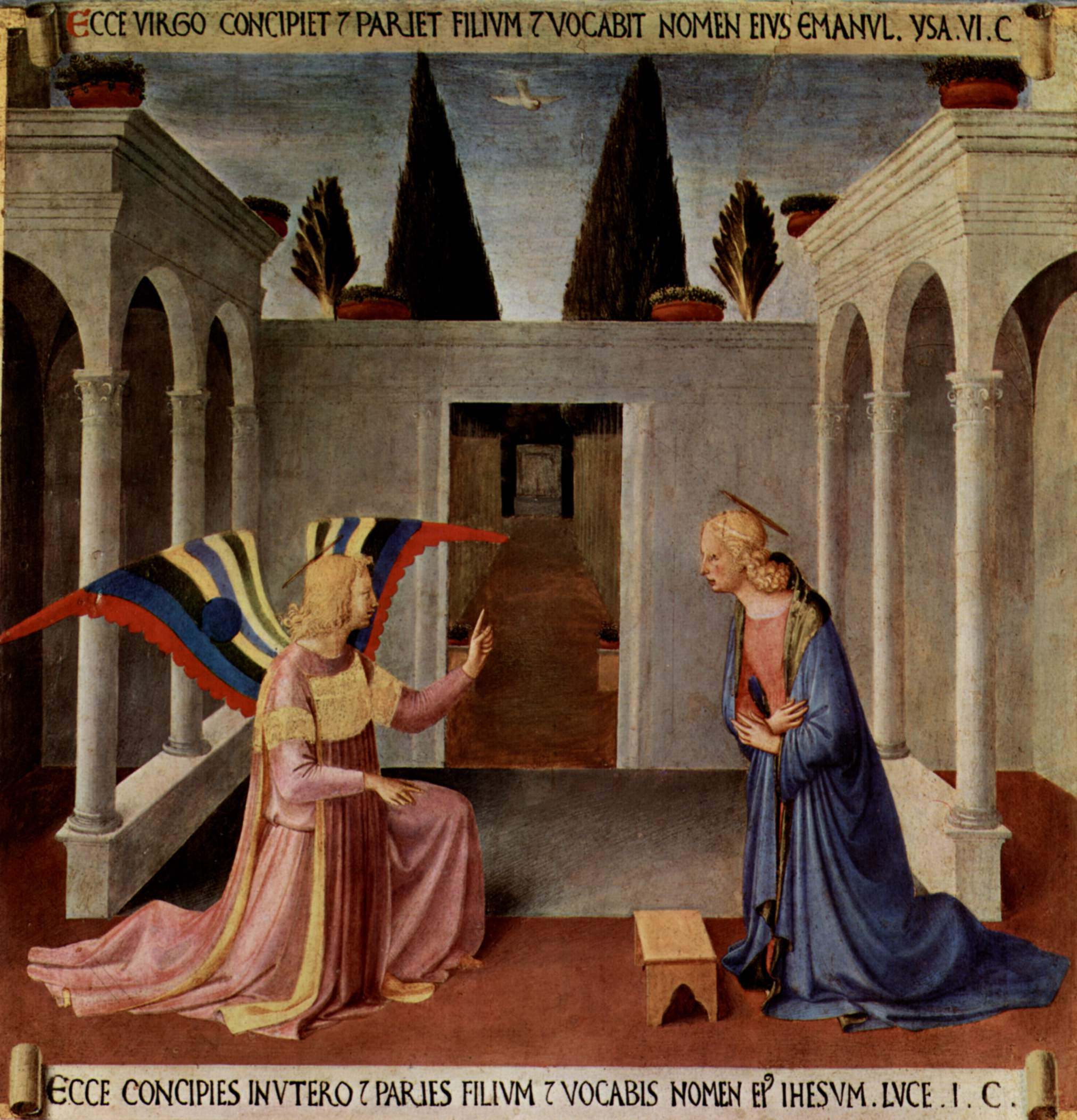
Zvěstování, Fra Angelico

- Madona – zobrazení Panny Marie s dítětem, nejčastější mariánský motiv. K nejkrásnějším dílům patří Madony z tzv. krásného slohu (období gotiky, kolem r. 1400).
  - Trůnící Madona – zvláštní typ, kdy Madona s dítětem sedí na trůnu
- Pieta – zobrazení truchlící Madony s mrtvým Kristem v náručí; objevil se v gotice, asi nejznámější je Michelangelova socha
- Immaculata – zdůraznění motivu Neposkvrněného početí v době baroka, ztvárněné např. studnou, ovocem (jablko), vázou s lilií, časté jsou růže, slunce a měsíc, svatozář z hvězd. Panna Marie obvykle stojí na hadovi
- Zvěstování – zobrazení Panny Marie a archanděla Gabriela, oznamujícího Marii, že přivede na svět Krista; obvykle s květem lilie
- Navštívení Panny Marie – zobrazení těhotné Panny Marie se sv. Alžbětou, matkou Jana Křtitele
- Očišťování Panny Marie – 40 dní po narození Krista; často spojeno s výjevem Obětování Páně
- Smrt Panny Marie
- Nanebevzetí a Korunování Panny Marie; jedním z mnoha příkladů je motiv z proslulého Sloupu Nejsvětější Trojice v Olomouci: v dolní části sloupu nesou dva andělé Marii vzhůru k sousoší Nejsvětější Trojice (fotografie)
- Královna nebes (Assumpta, Nanebevzetá) – motiv zavedený v baroku; na mnoha sochách a morových sloupech je Marie zachycena stojící na půlměsíci

Motivy Immaculaty a Assumpty jsou velmi často ztvárněny v podobě tzv. mariánských sloupů, rozšířených především ve středoevropském baroku.

### Apoštolové

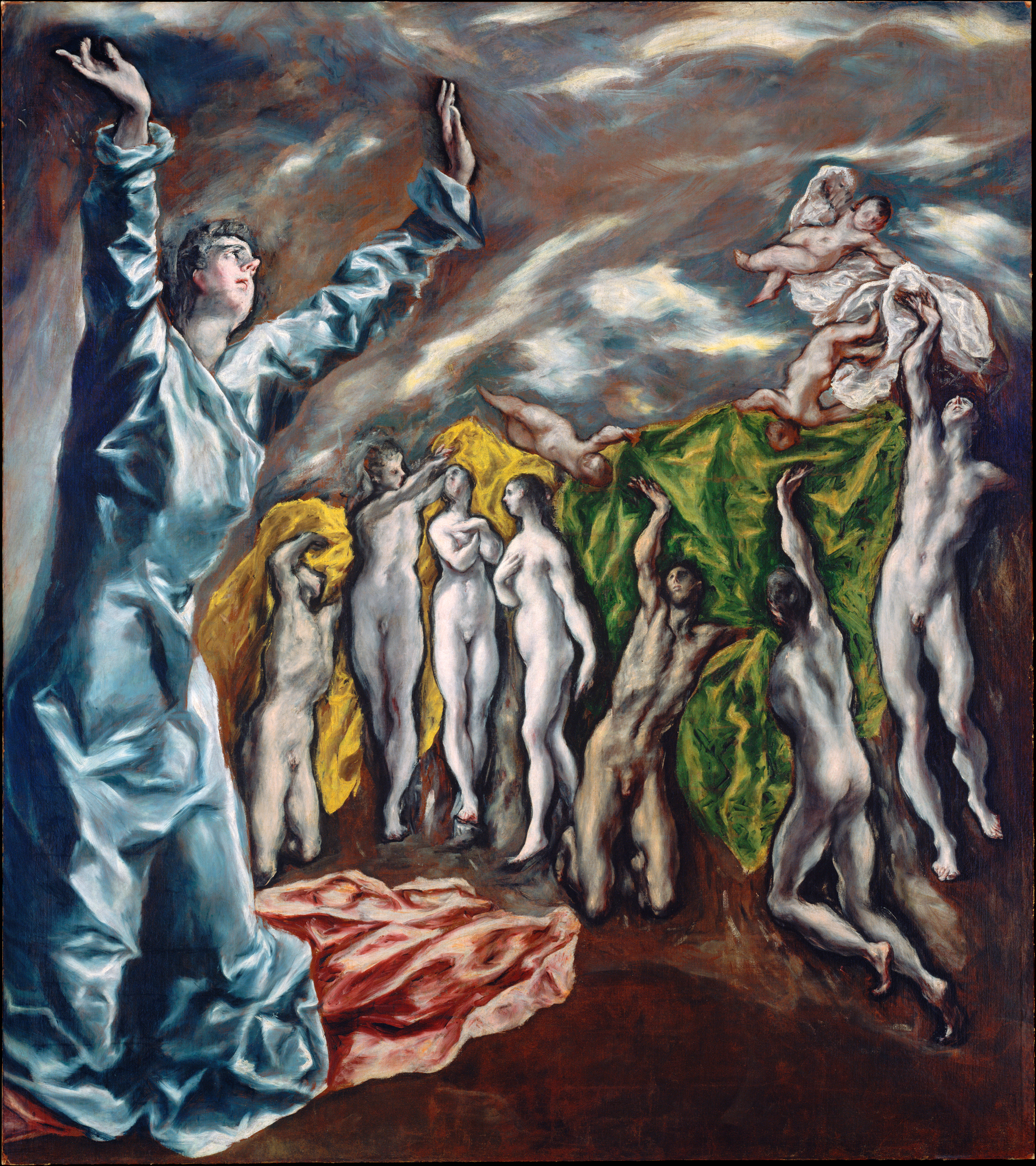
Apokalypsa, El Greco

Apoštolové jsou většinou ztvárňováni společně s Kristem ve výjevech jako je Poslední večeře či Olivetská hora. Známé je ztvárnění dvanácti apoštolů na Staroměstském orloji v Praze.

### Evangelisté
Čtyři evangelisté (tedy autoři čtyř evangelií Nového zákona) bývají znázorňováni se svými atributy nebo jsou těmito atributy zastoupeni:
- Matouš – s andělěm
- Marek – se lvem (známý jako patron Benátek)
- Lukáš – s obětním dobytčetem
- Jan – s orlem; Jan byl zároveň jedním z apoštolů, proto je často zobrazován v rámci pašijových témat, jako je Snímání z kříže či Oplakávání

### Apokalypsa, poslední soud
V centru výjevu je trůnící Kristus (Pantokrator, vševládce) na nebesích, doprovázený svou matkou Marií, po stranách bývá zobrazováno dělení duší a jejich vstup na nebesa nebo pohlcení pekelnými bytostmi. Tento motiv byl častý v apsidách starých křesťanských chrámů, později na tympanonech nad vstupem do gotických katedrál. Jedno z nejznámějších ztvárnění pochází od Michelangela.

## Světci

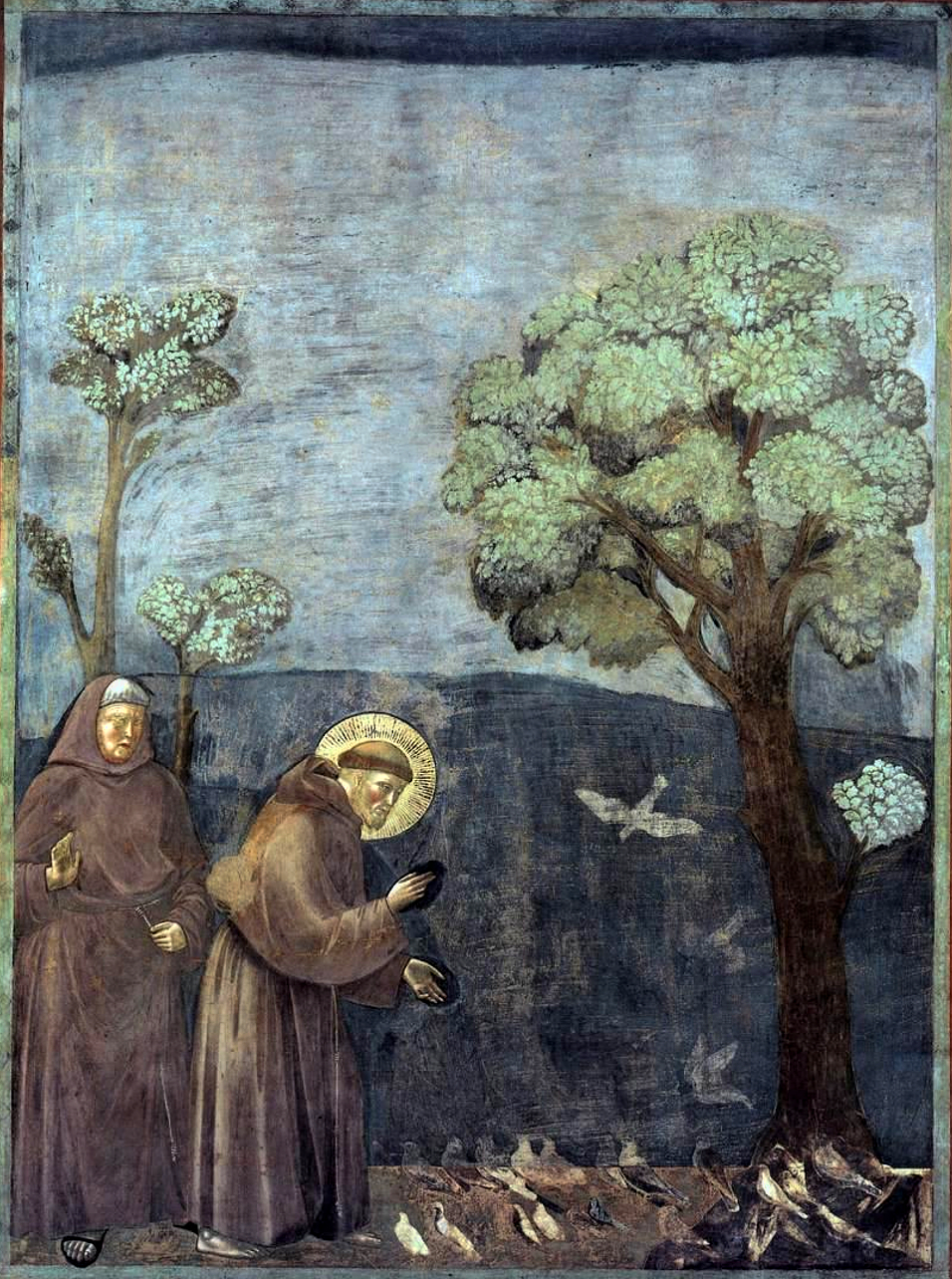
Svatý František káže ptákům, Giotto

Nejčastěji jako patroni kostelů či kaplí, kde jsou umístěny jejich sochy a výjevy z jejich života či mučednické smrti dominují hlavnímu či vedlejším oltářům. Ke každému světci patří určité atributy (např. sv. Kateřina – kolo, sv. Barbora – věž, sv. Šebestián – šípy) a legenda o jeho životě (např. sv. František káže ptákům či Stigmatizace sv. Františka).
- zemští patroni – symboličtí ochránci určité země; původními českými patrony byl sv. Václav a sv. Vojtěch, později přibyli další, z nichž nejznámější jsou sv. Vít, sv. Prokop, sv. Ludmila, sv. Konstantin a Metoděj, sv. Anežka a v protireformační době zvláště sv. Jan Nepomucký.
- ochránci proti moru – přímluvci při morových epidemiích, kteří jsou zastoupeni v sousoší morových sloupů – sv. Roch se psem, sv. Rozálie v jeskyni, sv. Šebestián u kůlu probodaný šípy
- čtrnáct svatých pomocníků – od středověku skupina zastánců při pohromách a nesnázích, mezi něž patří i málo známí světci: sv. Jiří, Blažej, Erasmus, Pantaleon, Jiljí, Vít, Kryštof, Dionysius, Cyriakus, Achátius, Eustach, Kateřina, Markéta a Barbora.